# Клейстер
Кле́йстер (нім. Kleister, від Kleie — «висівки») — клей, що виготовляється з крохмалю чи борошна.

## Види та отримання
Крохмальний клейстер отримують нагріванням водної суспензії картопляного або кукурудзяного крохмалю або борошна. Залежно від того, які матеріали необхідно склеювати, готують клейстер певної консистенції. Зазвичай на одну частину борошна беруть від двох до восьми частин води. Прийнято вважати, що у кукурудзяного клейстеру найбільша здатність до твердіння, далі йде клейстер із пшеничного сировини (борошна), найменша ж здатність до твердіння у клейстеру з картопляного крохмалю. Борошняний клейстер — швидко псується, придатний не більше ніж на один день роботи, оскільки швидко закисає.

## Застосування
Клейстер застосовується для приклеювання картону, дерева тощо, малярних, палітурних та інших робіт. Також використовується фермерами як індикатор.

## Приготування
Картопляний крохмаль заливають невеликою кількістю води й ретельно розмішують до сметаноподібного стану. В отриманий розчин тоненькою цівкою вливають крутий кип'яток, безперервно помішуючи розчин, щоб не було грудочок.
Якщо приготований розчин доведеться зберігати більш як 4 години, в нього додають будь-який антисептик: борну кислоту, буру або квасці (5-6 г на 0,5 л клейстера). Найкраще клейстер використовувати свіжозвареним і теплим (30-40 °C). Співвідношення складових частин таке:
- Крохмаль картопляний — 1 вагова частина;
- Вода холодна — 1 вагова частина;
- Вода кип'яча (крутий кип'яток) — 10-15 вагових частин.

Якість клейстеру підвищується, якщо до крохмалю попередньо додати трохи просіяного пшеничного або житнього борошна (10-15 % за вагою).